# Canari
Canari (Corsicaans: Cànari) is een gemeente in het Franse departement Haute-Corse (regio Corsica) en telt 323 inwoners (1999). De plaats maakt deel uit van het arrondissement Bastia.

## Geografie
De oppervlakte van Canari bedraagt 17,1 km², de bevolkingsdichtheid is 18,9 inwoners per km².
De onderstaande kaart toont de ligging van Canari met de belangrijkste infrastructuur en aangrenzende gemeenten.

## Demografie
Onderstaande figuur toont het verloop van het inwonertal (bron: INSEE-tellingen).

Vanwege een beveiligingsprobleem met de MediaWiki Graph-software is het momenteel niet mogelijk deze grafiek weer te geven. Zodra de software is bijgewerkt zal de grafiek vanzelf weer zichtbaar worden.

## Galerij

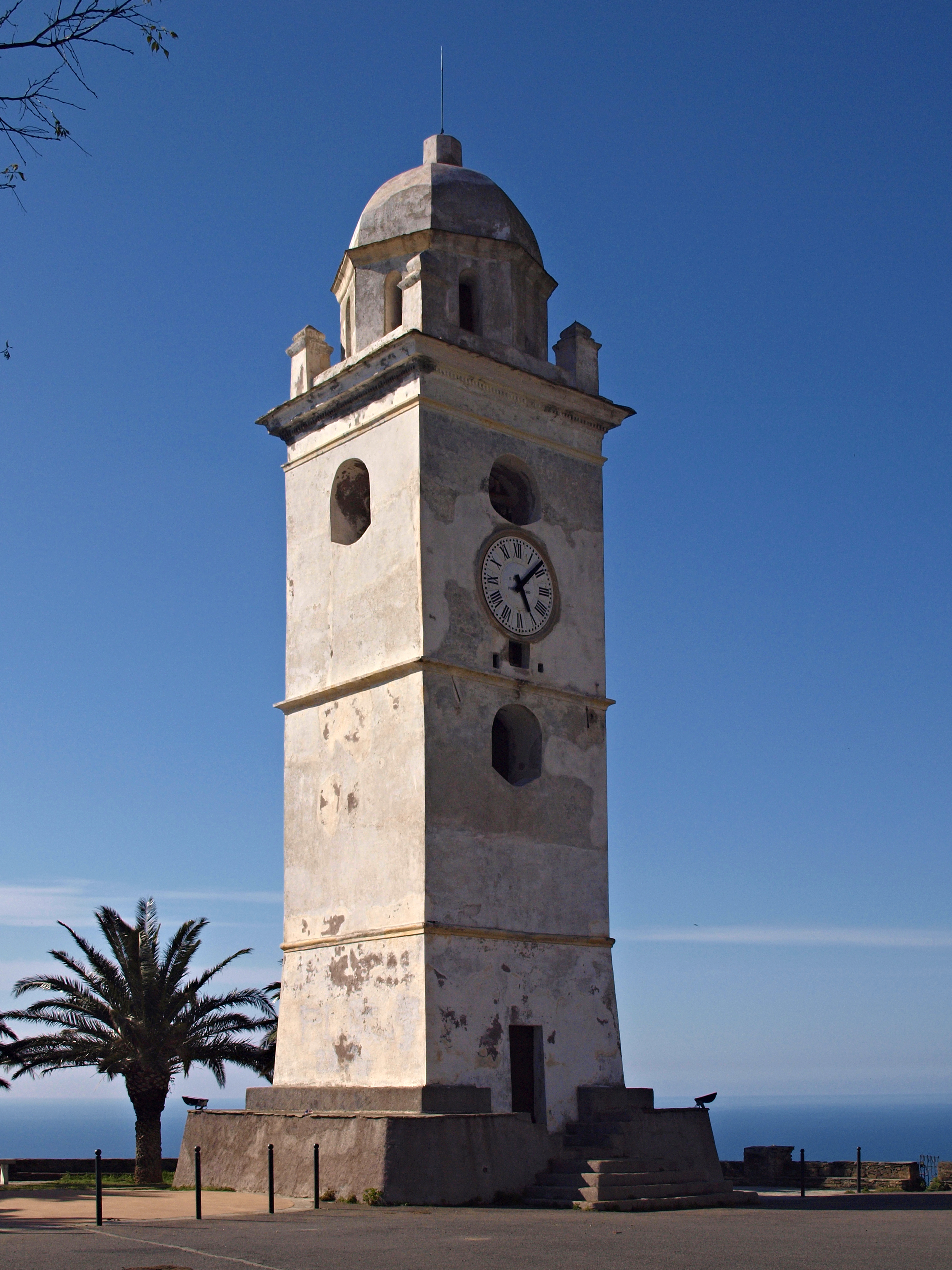
Le Campanile, symbool van Canari

1. ↑  Populations de référence 2022.